# Primera División 1964-1965 (Spagna)
La Primera División 1964-1965 è stata la 34ª edizione della massima serie del campionato spagnolo di calcio, disputata tra il 13 settembre 1964 e il 18 aprile 1965 e concluso con la vittoria del Real Madrid, al suo undicesimo titolo, il quinto consecutivo.
Capocannoniere del torneo è stato Cayetano Ré (Barcellona) con 25 reti.

## Classifica finale
|       | Pos. | Squadra             | Pt | G  | V  | N  | P  | GF | GS | DR  |
| ----- | ---- | ------------------- | -- | -- | -- | -- | -- | -- | -- | --- |
|       | 1.   | Real Madrid         | 47 | 30 | 21 | 5  | 4  | 64 | 18 | +46 |
| [ 2 ] | 2.   | Atlético Madrid     | 43 | 30 | 20 | 3  | 7  | 58 | 27 | +31 |
|       | 3.   | Real Saragozza      | 40 | 30 | 19 | 2  | 9  | 60 | 37 | +23 |
|       | 4.   | Valencia            | 38 | 30 | 17 | 4  | 9  | 59 | 37 | +22 |
|       | 5.   | Córdoba             | 35 | 30 | 16 | 3  | 11 | 36 | 34 | +2  |
|       | 6.   | Barcellona          | 32 | 30 | 14 | 4  | 12 | 59 | 41 | +18 |
|       | 7.   | Athletic Bilbao     | 32 | 30 | 13 | 6  | 11 | 36 | 41 | -5  |
|       | 8.   | Elche               | 31 | 30 | 14 | 3  | 13 | 38 | 43 | -5  |
|       | 9.   | Las Palmas          | 29 | 30 | 11 | 7  | 12 | 36 | 43 | -7  |
|       | 10.  | Siviglia            | 26 | 30 | 11 | 4  | 15 | 38 | 50 | -12 |
|       | 11.  | Español             | 25 | 30 | 12 | 1  | 17 | 37 | 39 | -2  |
|       | 12.  | Real Betis          | 23 | 30 | 8  | 7  | 15 | 33 | 45 | -12 |
|       | 13.  | Real Murcia         | 23 | 30 | 5  | 13 | 12 | 28 | 49 | -21 |
|       | 14.  | Levante             | 21 | 30 | 8  | 5  | 17 | 37 | 51 | -14 |
|       | 15.  | Real Oviedo         | 20 | 30 | 7  | 6  | 17 | 22 | 54 | -32 |
|       | 16.  | Deportivo La Coruña | 15 | 30 | 6  | 3  | 21 | 18 | 50 | -32 |

Legenda:
      Campione di Spagna e qualificato in Coppa dei Campioni 1965-1966
      Qualificato in Coppa delle Coppe 1965-1966
      Invitate alla Coppa delle Fiere 1965-1966
  Partecipa agli spareggi interdivisionali.
      Retrocesse in Segunda División 1965-1966
Regolamento:
Due punti a vittoria, uno a pareggio, zero a sconfitta.
In caso di arrivo di due o più squadre a pari punti, la graduatoria verrà stilata secondo la classifica avulsa tra le squadre interessate che prevede, in ordine, i seguenti criteri:
- Punti negli scontri diretti.
- Differenza reti negli scontri diretti.
- Differenza reti generale.
- Reti realizzate in generale.

## Spareggi

### Spareggi interdivisionali
Agli spareggi interdivisionali si scontravano la 13ª e 14ª classificata in Primera División con le seconde classificate dei due gironi di Segunda División. Le squadre vincenti dei due incontri avevano diritto a partecipare alla stagione successiva di Primera División.
|             | Risultati |             | Luogo e data             |
| ----------- | --------- | ----------- | ------------------------ |
| Real Murcia | 2-2       | Sabadell    | Murcia, 6 giugno 1965    |
| Sabadell    | 1-0       | Real Murcia | Sabadell, 13 giugno 1965 |
|             |           |             |                          |
| Malaga      | 4-2       | Levante     | Malaga, 6 giugno 1965    |
| Levante     | 0-0       | Malaga      | Valencia, 13 giugno 1965 |
|             |           |             |                          |

## Statistiche

### Squadre

#### Capoliste solitarie
|    | —— | —— | —— | ——              | ——              | ——              | ——              | ——              | ——  | ——          | ——          | ——          | ——          | ——          | ——          | ——          | ——          | ——          | ——          | ——          | ——          | ——  | ——  | ——  | ——  | ——  | ——  | ——          | ——          | —— |  |
|    |    |    |    | Atlético Madrid | Atlético Madrid | Atlético Madrid | Atlético Madrid | Atlético Madrid |     | Real Madrid | Real Madrid | Real Madrid | Real Madrid | Real Madrid | Real Madrid | Real Madrid | Real Madrid | Real Madrid | Real Madrid | Real Madrid | Real Madrid |     |     | AtM | AtM |     |     | Real Madrid | Real Madrid |    |  |
|    |    |    |    |                 |                 |                 |                 |                 |     |             |             |             |             |             |             |             |             |             |             |             |             |     |     |     |     |     |     |             |             |    |  |
|    |    |    |    |                 |                 |                 |                 |                 |     |             |             |             |             |             |             |             |             |             |             |             |             |     |     |     |     |     |     |             |             |    |  |
| 1ª | 2ª | 3ª | 4ª | 5ª              | 6ª              | 7ª              | 8ª              | 9ª              | 10ª | 11ª         | 12ª         | 13ª         | 14ª         | 15ª         | 16ª         | 17ª         | 18ª         | 19ª         | 20ª         | 21ª         | 22ª         | 23ª | 24ª | 25ª | 26ª | 27ª | 28ª | 29ª         | 30ª         |    |  |